# Bornaprolol
Bornaprolol es un betabloqueador.